# D'Olier Street
 D'Olier Street est une rue du centre de Dublin.

## Situation et accès
Comme sa consœur Westmoreland Street c’est une large rue qui part de O'Connell Bridge pour se terminer sur College Street.

## Origine du nom
Elle doit son nom à Jeremiah D'Olier (1745-1817), un huguenot français établi à Dublin, orfèvre de son état et créateur de la Bank of Ireland.

## Historique
Jeremiah D'Olier était en 1788 le shériff de la ville et membre de la Wide Streets Commission. La création de la rue est une des dernières interventions majeure de la commission dans la transformation du schéma urbain du centre ville de Dublin.

## Bâtiments remarquables et lieux de mémoire
De 1895 à 2006, l’Irish Times était base dans D'Olier Street donnant ainsi son surnom au journal : The Old Lady of D'Olier Street. Le siège du quotidien est maintenant dans Tara Street.